# Acadèmia dels Nocturns

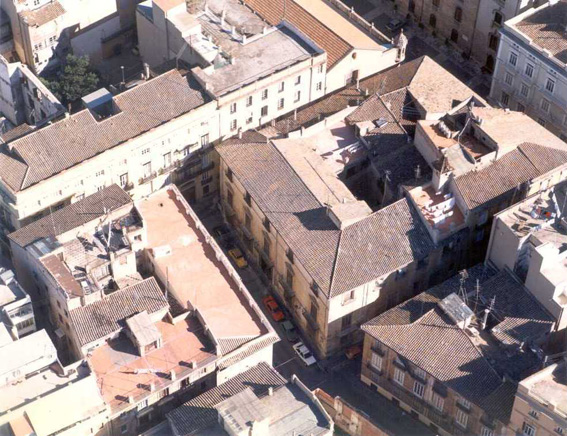
Palau dels Català de Valleriola, a València.

L'Acadèmia dels Nocturns (en castellà: Academia de los Nocturnos) va ser una Acadèmia literària fundada per Bernat Català de Valleriola a la ciutat de València l'any 1591.
| «                                                  | en lo mes de setembre, 1591, nos juntarem uns quants cavallers y amichs y instituhirem una Academia pera exerçitarnos en hobres y actes virtuosos | » |
| — Bernat Català de Valleriola i Vives de Canyamars | |   |

## Història
L'Acadèmia dels Nocturns es va reunir durant tres cursos, entre 1591 i 1594. Va tenir un total de 88 sessions acadèmiques, en les quals predominà el vers, però també va haver-hi prosa, i s'hi van tractar temes científics.
Els seus treballs són un reflex fidel de les preferències literàries dels valencians de finals del segle xvi, tant des del punt de vista temàtic com lingüístic, amb una clara aposta pel castellà. Els temes tractats poden agrupar-se, segons la classificació de Canet-Rodríguez-Sirera, en dos grans conjunts. Per una banda la literatura de caràcter didàctic, que pretén ensenyar a través de l'entreteniment, i que tracta des de temes científics o filosòfics. Per altra hi ha la temàtica popular, de vegades costumista, però també religiosa, amorosa o burlesca.

## Estructura
Aquesta acadèmia estava composta per 45 membres, autoritzats per la seva noblesa i llinatge, els quals es reunien tots els dimecres al capvespre a la casa palau de Bernat Català de Valleriola, que n'era el fundador, i sobre els assumptes que ell assenyalava es llegia un discurs moral o polític, així com poesies. Els exercicis tenien lloc de nit, i per això va ser anomenada dels Nocturns. Cada membre prenia per nom una metàfora relacionada amb un atribut de la nit, com ara Secret, Silenci, Ombra, Tenebres, Vigília, etc.
Comptava amb els càrrecs de president, consiliari, secretari i porter; el primer fixava els temes i el secretari recollia i llegia els escrits. Bernat Català de Valleriola n'exercia el càrrec de president. L'acte començava amb una conferència sobre el tema proposat que servia de base a una àmplia discussió posterior. Concloïa amb la recitació dels poemes.
Pere Salvà i Mallén va publicar un llibre amb la reproducció d'algunes de les poesies que es conservaven a les actes originals, al qual va donar el nom de Cancionero. Ja a principis del segle xx, Francesc Martí Grajales va publicar una segona i tercera part de l'esmentat Cançoner de l'Acadèmia dels Nocturns de València. La segona part comprèn l'índex complet dels treballs de l'Acadèmia, una col·lecció de poesies copiades de les seues actes i, com a apèndixs, les biografies dels poetes i autors dramàtics Gaspar Aguilar i Guillem de Castro.
Va ser aquest últim, famós autor dramàtic, qui va voler ressuscitar l'acadèmia en 1616 amb el nom de Muntanyesos del Parnàs.

## Membres
Van pertànyer a l'Acadèmia del Nocturns original el president, Bernat Català de Valleriola (Silencio); Francesc Desplugues (Descuido), amb la funció de secretari; Francesc Agustí Tàrrega (Miedo) amb el càrrec de consiliari; Jerónimo Virués (Estudio); Miquel Beneito (Sosiego), amb el càrrec de porter; Gaspar Mercader (Relámpago), qui solia substituir el president; Guillem de Castro (Secreto); Andreu Rei d'Artieda (Centinela); López Maldonado (Sincero); Tomàs Cerdan de Tallada (Trueno); Jaume Orts (Tristeza) i Gaspar Aguilar (Sombra), entre d'altres.